# العرب في الخليج العربي

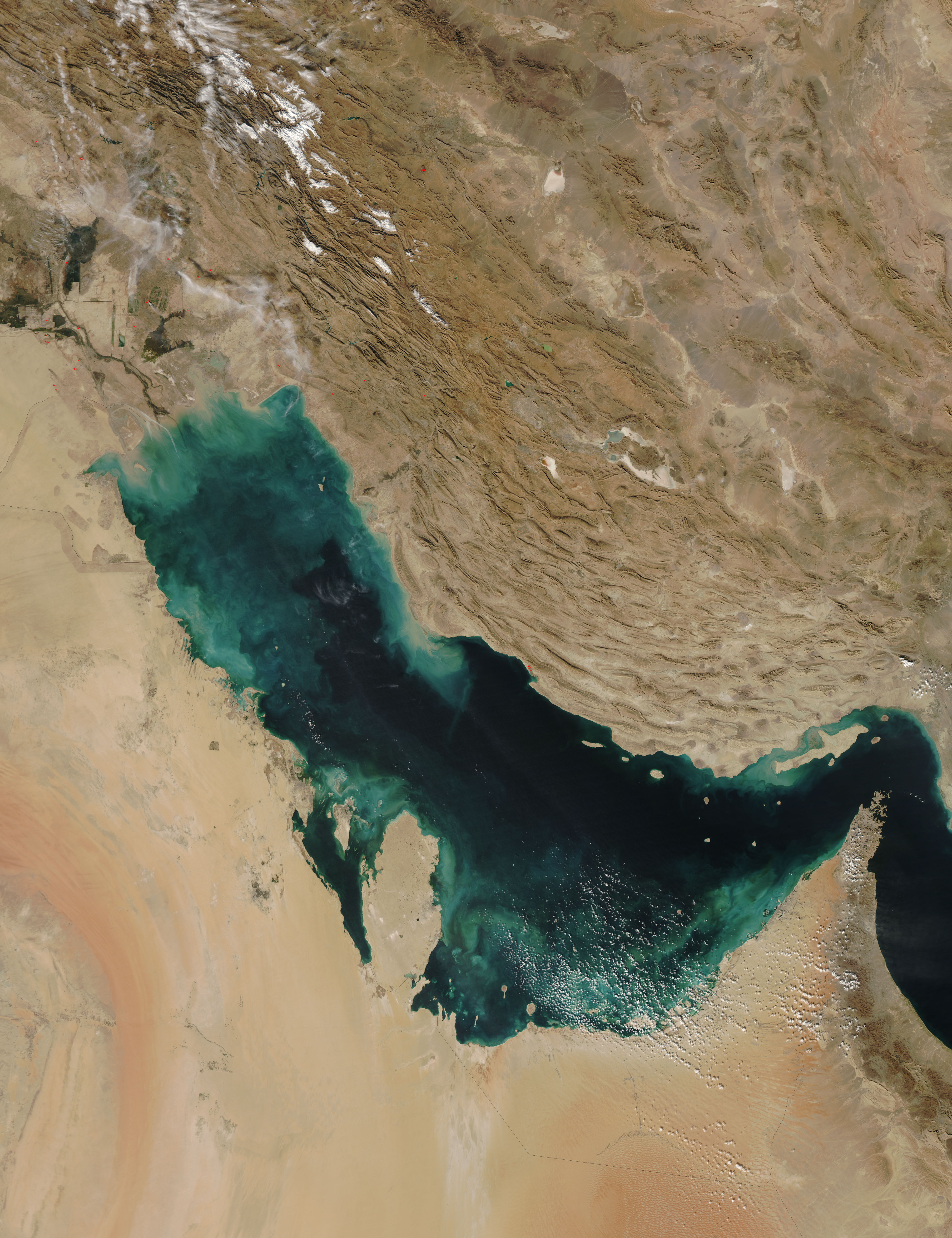
الخليج العربي

 العرب سكان الخليج العربي  لقد استوطن العرب منذ عهود قديمة شطآن الخليج الغربية والشرقية على حد سواء، بالإضافة إلى جزره ورؤوسه وخلجانه، وراحت سفنهم تمخر عبابه في كل اتجاه.
ولم يذكر التاريخ المدوّن أو الأثريات المكتشفة اسم شعب آخر استوطن الخليج العربي وسيطر على مياهه مثلما فعل العرب.
فقد بنو الحضارات والممالك فكانت مملكة جرعاء في منطقة الأحساء والكويت، ومملكة أغاروم في البحرين ومملكة كرخ ميسان في أقليم الأحواز (عربستان)، ومملكة هرمز العربية في جنوب الخليج والتي امتد نفوذها ليشمل جزر الخليج العربي وبحر العرب وخليج عمان بمدنها وموانيها.
وقد ثبت تاريخياً بأن الكنعانيون هم أول من سكن سواحل الخليج العربي وهم من القبائل السامية التي يرجع نسبها إلى ( كنعان بن سنحارب بن نمرود الأول بن كوس بن سام بن نوح )، وقد رحل الكنعانيون إلى سوريا حيث استقر بهم المقام في بلاد الشام فأسسوا المدن ومن أشهرها 
مدينة القدس الحالية، ومدينة الخليل، واشتغلوا بالزراعة والتجارة.
ومن الكنعانيين نشأ الفينيقيون الذين اشتهروا بالملاحة والتجارة وببعض الصناعات واخترعوا الحروف الأبجدية المكونة من 22 حرفاً، واتخذوا من شجر النخيل شعاراً لهم نقشوه على نقودهم، كما أطلقوا على المدن التي أسسوها على السواحل السورية نفس أسماء مدنهم السابقة القائمة على السواحل العمانية وعلى الجزر والمدن الآخرى في ربوع الخليج العربي.
وبالإضافة إلى الكنعانيين والفينيقيين فقد استوطنت منطقة الخليج العربي قبائل عربية أخرى عدنانية هي قبائل قضاعة وربيعة وأياد ، كما استقرت في عمان قبائل الأزد 
من كهلان التي نزحت من اليمن بعد انهيار سد مأرب عام 120 قبل الميلاد.
ان الموجات الحضارية السامية والأمورية والكنعانية والفينيقية والآرامية والبابلية التي مرت بمنطقة الخليج العربي تشكل أصول الحضارة العربية والسامية المتقدمة التي تنتمي إليها الأمة العربية اليوم.
ان السيادة العربية التاريخية على الجزر في الخليج العربي قديمة جداً وتعود إلى بدايات الوجود العربي.
وقد ذكرن الوثائق البريطانية والهولندية التي تحدثت عن مملكة هرمز العربية المستقلة أو كما يطلق عليها (بلاد السواحل والجزر)، ان هذه المملكة العربية كانت تضم جزراً كثيرة، يمتلكها سلطان هرمز العربي وتخضع لحكمه ومن هذه الجزر بالإضافة إلى هرمز جزيرة قشم وهنجام وهندرابي وبوشير ولارك وفرور والشيخ شعيب، وقيس وبندر لنجة وصري وجزرتي طنب الكبرى وطنب الصغرى وجزيرة أبو موسى، وغيرها من الجزر.
لقد عبر العرب الخليج وقطنوا شاطئه الشرقي منذ آلاف السنين قبل ميلاد السيد المسيح، نظراً لموارد الاقتصادية التي كانت تفوق موارد الساحل الغربي، ولم يتوقف الوجود العربي في ذلك الساحل طيلة تلك الأزمنة، فقد كانت للعرب هناك إمارات مستقلة ومدن قائمة بذاتها وليست مرتبطة بأي شكل من الأشكال مع الهضبة الإيرانية حيث كان الفرس مرتطبين بتلك الهضبة ويعتبرون جبال ومرتفعات زاجروس حدوداً لهم.
أما الساحل والسهول الواقعة بين سلسلة تلك الجبال والمرتفعات ومياه الخليج فقد كانت تابعة للعرب، حيث تقيم العديد من القبائل العربية الأصيلة التي كانت لعهود طويلة تتمتع باستقلالها وسيادتها ويثبت هذه الحقيقة المؤرخ ألماني كارستن نيبور الذي زار الخليج العربي في عام 1762 م، يقول في مؤلفه الضخم عمان شاهده في الخليج العربي والجزيرة العربية والذي أصدره في عام 1772 م، بعنوان رحلات في الحزيرة العربية وبلدان أخرى في الشرق، لا أستطيع أن أمر بصمت دون الحديث عن البلاد العربية ذات الأهمية التي رغم كونها منشأة خارج أرض الجزيرة العربية البرية، فهي أقرب إلى العرب منها إلى غيرها وأعني بذلك بلاد العرب القاطنين على الساحل الجنوبي الشرقي للخليج (إلى الجنوب من بلاد فارس)، ان هناك قبائل عربية تسكن السهل الساحلي الشرقي للخليج والجزر الكثيرة المنتشرة في الخليج العربي، وان هؤلاء العرب استقروا على هذا الساحل قبل الفتح الإسلامي بزمن طويل وحافظت اماراتهم على استقلالها.
ويعتقد بأن هذه الكيانات نشأت في عهد يعاصر أول ملوك الفرس، ان أهلها لسانهم عربي وكذلك عاداتهم وأصولهم، ونجدهم يتعشقون الحرية شأنهم في ذلك شأن عرب البادية ويدافعون عن بلادهم باستماتة ودون عون من جيرانهم.
ويقول أيضاُ: ان هذا الساحل لم يكن خاضعاً لحكام إيران وان الفرس لم يفكروا في الاستقرار على الساحل المجدب نسبياً إذا قيس بمناطق الهضبة الإيرانية.
ويضيف ان نادر شاه ملك الفرس كان قد رسم خطة في اواخر أيامه تقضي بالقاء القبض على هؤلاء العرب ونقلهم إلى سواحل بحر قزوين واحلال الفرس محلهم، ولكن مصرعه الفاجع حال دون تنفيذ هذه الخطة، كما حالت الاضطرابات المستمرة في بلاد الفرس آنذاك دون اعتدائهم على حرية هؤلاء العرب.